# Lijst van voetbalinterlands Britse Maagdeneilanden - Dominicaanse Republiek (vrouwen)
Deze lijst van voetbalinterlands is een overzicht van alle officiële voetbalinterlands tussen de nationale vrouwenteams van de Britse Maagdeneilanden en de Dominicaanse Republiek. De landen hebben tot nu toe één keer tegen elkaar gespeeld. 

## Wedstrijden
| № | Plaats             | Datum          | Competitie                          | Wedstrijd                                       | Uitslag |
| - | ------------------ | -------------- | ----------------------------------- | ----------------------------------------------- | ------- |
| 1 | Santo Domingo Este | 5 oktober 2007 | Olympische Spelen 2008 kwalificatie | Dominicaanse Republiek − Britse Maagdeneilanden | 17 − 0  |

## Samenvatting
| Competitie                     | Totaal gespeeld | Winst Britse Maagdeneilanden | Gelijk | Winst Cuba | Doelsaldo Britse Maagdeneilanden – Cuba |
| ------------------------------ | --------------- | ---------------------------- | ------ | ---------- | --------------------------------------- |
| Olympische Spelen kwalificatie | 1               | 0                            | 0      | 1          | 0 − 17                                  |
| Totaal                         | 1               | 0                            | 0      | 1          | 0 − 17                                  |